# Васильевка (Тербунский район)
Васи́льевка — деревня Тербунского сельского поселения Тербунского района Липецкой области. Расположена на реке Холопчик в полутора километрах юго-западнее районного центра Тербуны.
Основана в XVIII веке как деревня Васи́льевское. Позднее в населённом пункте была возведена церковь и Васильевское стало селом.
В Васильевке работают дом культуры, средняя школа, где обучаются менее 80 учеников.
До 28 мая 2008 года Васильевка являлась центром Нагорнинского сельского поселения (быв. сельсовета), которое вошло в состав Тербунского сельского поселения.
В перспективе планируется вхождение Васильевки в состав села Тербуны. Это связано с расширением Тербунов на запад ввиду активного жилищного строительства.

## Население
| 2009 | 2010 |
| ---- | ---- |
| 486  | ↘471 |

## Известные уроженцы
Голубев, Александр Афанасьевич — отличник народного образования, краевед Липецкой области